# Fender Esquire
Model Fender Esquire je prva dizajnirana i proizvedena električna gitara s punim tijelom koju je Fender 1950. godine i pustio u prodaju. Ubrzo nakon modela Esquire s ugrađenim jednim elektromagnetom, iste godine predstavljen je i Broadcaster model gitare s dva elektromagneta. Zbog toga što je američka kompanija za izradu glazbenih instrumenata Gretsch već prije bila predstavila svoj Broadcaster bubnjarski komplet, Fender je na tu rečenu opasku preimenovao svoj model gitare u Telecaster. I iako je model Esquire s jednim elektromagnetom prvi model gitare s punim tijelom, općenito se danas ovi modeli smatraju samo kao 'varijantom' puno popularnijih Telecaster modela. 

## Početak razvoja
Prvi prototip modela Esquire (kasnije i Telecastera) Leo Fender je dovršio u jesen 1949. godine. S ovim modelima dijelio je oblik tijela s jednim rogom koji je omogućio lakši pristup gornjim pragovima, isti oblik ploče i prepoznatljivu kombinaciju ugrađenih elektromagneta i mosta. Tri sedla na mostu omogućila su podešavanje zajednički po dvije žice u dužini, tj. intonacije tona, i visini žica.

Vrat gitare je kao i u modelima iz '50te bio u cijelosti izrađen od javora bez ugrađene vratne šipke. Za razliku od tradicionalne gradnje gdje se vrat ljepio za tijelo gitare, ovdje je za tijelo gitare bio je pričvršćen vijcima koje je držala temeljna ploćica. Za razliku od modela Esguiere prototip model je imao nešto širu kobilicu, i utori za mašinice na glavi vrata dizajnirane su po tri sa svake strane.

Prototip model razlikovao se od modela gitara proizvedenih u kasnijem periodu u nekoliko točki: tijelo mu je bilo izrađeno od borovine, i bio je obojan u mutno bijelu boju, ploča na tijelu nije izlazila iznad žica, nije postojao preklopnik za kontrolu elektromagneta, a potovi za kontrolu tona i glasnoće bili su postavljeni koso na ploču. Elektromagnet na prototip modelu bio je zatvoren pod poklopcem ravnih ploha koji se skidao. Konfiguracija prototipa od jednog elektromagneta je slična kao u Esquiere modelima proizvedenim od 1951. godine nadalje.

Tijekom zime 1949/50. Fender je rafinirao dizajn prototipa tako da je kobilicu vrata suzio, a na glavi otvori za ugradbu mašinica bili su sada u jednoj liniji. Dodan je i preklopnik za odabir tona, a kontrolni potovi više nisu koso, nego paralelno sa žicama. Otprilike u proljeće 1950. godine završen je i dizajn elektromagneta bliže vratu koji je u odnosu na već postojeći bio manji, i pod zaštitnim poklopcem. Međutim, zbog značajke dodatnog elektromagneta Fender je bio mišljenja da model neće biti komercijalno prihvatljiv, te je kao distributer za radio i televiziju Radio & Television Equipment Company (RTEC) odlučio da će biti daleko isplativiji, i lakše za prodaju, model gitare s jednim elektromagnetom. 

## Esquire - 1950.
Model Esquire, gitara s jednim elektromagnetom proizvedena u travnju 1950. godine imala je svoje službeno predstavljane za komercijalnu prodaju na postajama RTEC-a, i u proljetnoj kataloškoj prodaji te godine. Unatoč tomu što je vićina proizvedenih modela bila svijetlo plave boje s crnom pločom, model na slici u katalogu bio je crne boje s bijelom pločom.

Tijelo gitare Broadcaster prptotip modela bilo je izrađeno od borovine debljine 44,4 mm, a sada je izrađeno od punog jasena debljine 38,1 mm, a niti jedna verzija modela nije imala ugrađenu vratnu šipku.

Prvi model u koji je ugrađen elektromagnet s dvostrukom jezgrom proizveden je u lipnju iste godine.

Nakon prigovora kompanije Gretsch koji su kako je već spomenuto proizveli "Broadkaster" bubnjarski komplet, ime Broadcaster na modelima gitara je povučeno. U vremenu dok se nije usvojio naziv Telecaster, neki su modeli isporučeni bez naziva modela, samo s 'Fender' logom, i danas se obično nazivaju 'Nocaster' modelima.  

## Razvoj od 1951. - danas
Nakon preimenovanja Broadcaster modela s konfiguracijom elektromagneta s dvostrukom jezgrom, promocija modela s jednim elektromagnetom nakratko je bila prekinuta. Pokrenuta je ponovo u siječnju 1951. godine, s obnovljenim modelom koji je sada imao ugrađenu vratnu šipku. Jedina vidljiva razlika između ove druge generacije modela Broadcaster, Esquire modela, i modela Telecaster iz '51 je gravirana logo 'Esquiere' oznaka na glavi vrata, ali i nedostatak elektromagneta s mjesta bliže vratu gitare. Unatoč tomu što je model imao ugrađen samo jedan elektromagnet, na tijelu gitare zadržan je trodjelni preklopnik s modela gitara od dva elektromagneta. Preklopnik u položaju prema naprijed polučio bi tamniji/dublji ton mogneta, u srednjem položaju omogućio bi korištenje kontrole pota tona, a u položaju prema nazad vrijednost pota izgubila bi "topliju" boju tona elektromagneta.

Fender Esquiere gitara bila je popularna je nekoliko američkih država, i zaslužna je za stavaranje jednog od najosebujnijih, i priznatih zvukova američke povijesti glazbe. Jedan od pionira u stvaranju te glazbe bio je i Luther Perkins, koji je 1954. godine pri snimanju prvih pjesama Johnny Casha Wide Open Road i Hey Porter tada svirao na modificiranom Esquiere modelu gitare. Zvuk ove gitare može se čuti i na svim snimkama prije snimljenog albuma I Walk The Line. Iako je Perkins na dar od Fendera dobio model Jazzmaster i Jaguar gitaru, Perkins se uvijek vraćao gitari koja mu je omogućila stvaranje legendarnog "Boom Chicka Boom Sound"a kao prepoznatljivu identifikaciju glazbe Johnnyja Casha.
 
Model Esquiere pratio je ovog glazbenika kroz cijelu njegovu karijeru (a i život), koji je 1968. godine tragično završio u požaru.

Modeli Esquiere (kao i modeli s dva elektromagneta) imaju mogućnost usmjeravanja kuta položaja vrata gitare, što znaći da je odmah pri kupnji gitare bila moguća nadogradnja modela identično u svakom pogledu Telecaster modelu gitare. Osim u slučaju Esquire Decals modela.

Na primjer, Bruce Springsteen dugo je koristio modificirani Esquiere model, a na trećem albumu Born To Run svira "hibrid", Telecaster tijelo, a vrat od modela Esquiere prve generacije modela s dva elektromagneta. Inače, otvor u tijelu elektromagneta bliže vratu pokrivao se pločom, i tako je bilo i u njegovom primjeru gdje je vratni elektromagnet bio fizički ugrađen u tijelo gitare, ali nije bio vidljiv, niti spojen s ostalim komponentama.

1966. godine britanski glazbenik Paul McCartney kupio je model Esquiere iz '64te, s hvataljkom vrata od palisandera u sunburst završnici. Model gitare dizajniran je za dešnjaka, ali ga je on pošto je ljevak prilagodio sebi, i u pjesmama: Good Morning, Good Morning, Helter Skelter i u pjesmi Maybe I'm Amazed, među ostalim pjesmama iz njegove solo karijere.

Syd Barrett izvorni vođa engleske rock grupe Pink Floyd koristio je model Esquire.I njegov (ne tako popularan kao Syd) nasljednik David Gilmour također je koristio model Esquiere s dodanim elektromagnetom (kao Springsteen) u pjesmama: Dogs, Run Like Hell i u zajedničkom radu s Paul McCartneyjem na njegovom albumu Run Devil Run.

U Kanadsko-američkoj rock grupi Steppenwolf, na istoimenom albumu i pjesmi Born to Be Wild gitarista Michael Monarch koristi model Esquiere model gitaru.

Za željom da se ponudi što pristupačnija opcija glazbenicima koji si nisu mogli priuštiti skuplji model gitare s dva elektromagneta, ovo je bio razlog da se 1951. godine ponovno u proizvodnju uvede Esquiere model s jednim elektromagnetom. Međutim, paralelno s uvođenjem jeftinije "student" linije i modela poput Mustanga trenutno skuplji model Esquiere postaje manje atraktivna opcija. U završnici je prodavan u sve manjim, i manjim količinama, i tako sve do prekida proizvodnje 1969. godine.

1986. godine Fender Japan na temelju modela Esquiere iz '54 godine otpočeo je proizvodnju. Modeli imaju novinu da se sadla na mostu podešavaju po visini pomoću vijka, a na tijelu je pričvršćena bijela, plava ili metalik crvena ploča. Neka saznanja govore da su rađene verzije i s crnom pločom i u sunburst završnici. Modeli proizvedeni u Japanu uvezeni su i u USA, što svjedoči o njihovoj vrhunskoj izvedbi i završnoj obradi, ali uz činjenicu da su mnogi glazbenici tog vremena ipak radije koristili nešto jeftinije Esquiere reizdanje modele proizvedene u Meksiku.

Fender trenutno nudi nekoliko reprodukcija Esquire modela MIM (proizvedeno u Meksiku) i u online katalogu[neaktivna poveznica], jer kompanija smatra da modeli Esquier zauzimaju mjesto "člana obitelji Telecaster gitara".

I Fender Custom Shop kao dio "Time Machine" serije proizvodi reprodukcije modela iz '59 godine. Model ističe sami vrh dostignuća u dizajnu mosta gitare. Također, značajan komercijalni uspjeh postigao je model Avril Lavigne Telecaster, sličan Esquiere modelu zbog ugrađene konfiguracije od jednog elektromagneta. Inače, model je bio prodavan pod logom Fender Squier brand.

## Vanjske poveznice
- "Današnji Esquiere Classic - sadržajni opis"